# Plaxiphora indica
Plaxiphora indica är en blötdjursart som beskrevs av Thiele 1909. Plaxiphora indica ingår i släktet Plaxiphora och familjen Mopaliidae.
Artens utbredningsområde är Sri Lanka. Inga underarter finns listade i Catalogue of Life.